# Microcentrum punctifrons
Microcentrum punctifrons är en insektsart som beskrevs av Brunner von Wattenwyl 1891. Microcentrum punctifrons ingår i släktet Microcentrum och familjen vårtbitare. Inga underarter finns listade i Catalogue of Life.